# Sucha masa

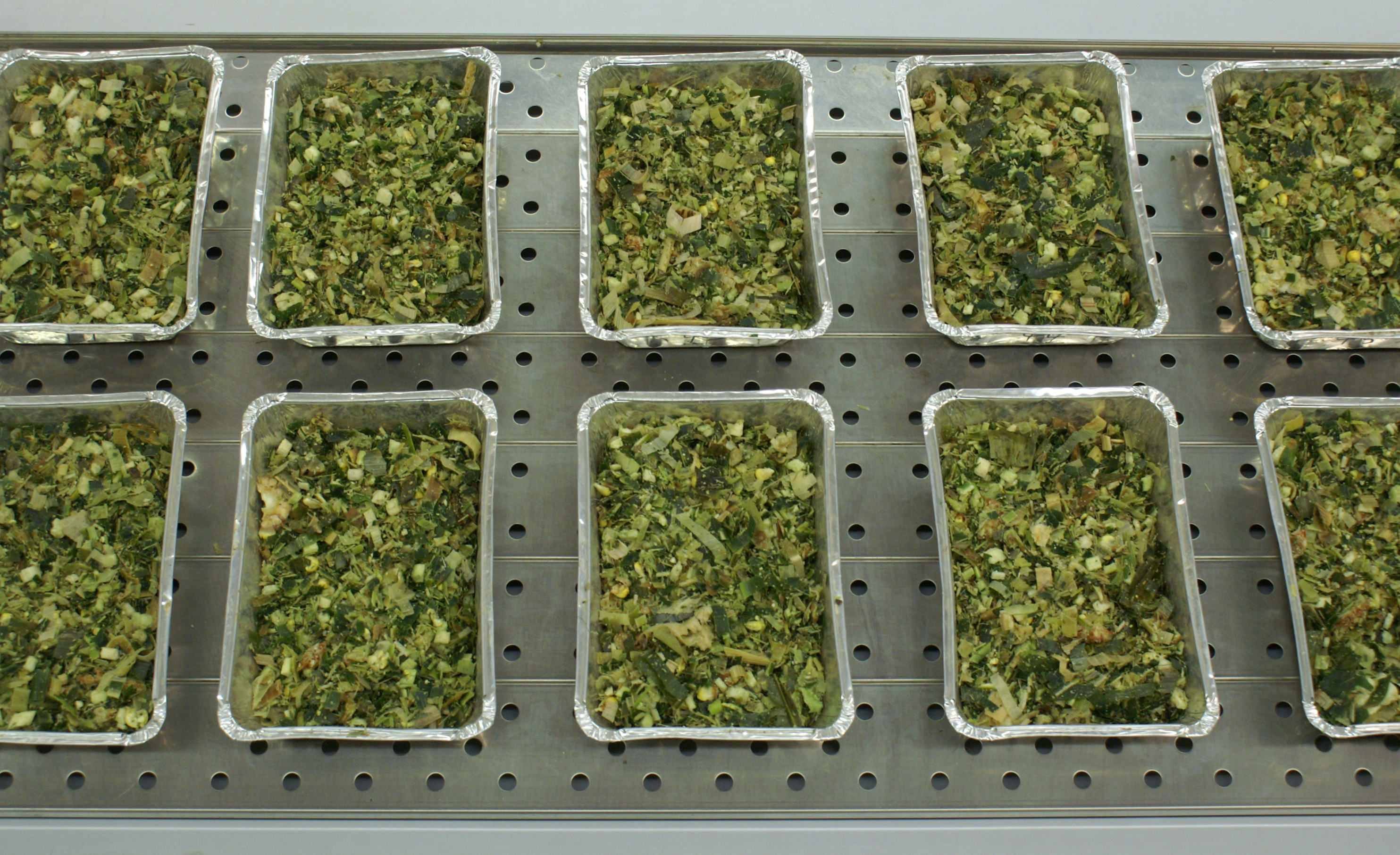
Sucha masa sieczki kukurydzianej

Sucha masa – pozostałość pewnego produktu po usunięciu z niego wody poprzez wykorzystanie do tego różnych procesów technologicznych, fizycznych i chemicznych.
Pojęcie to jest umowne, gdyż przy typowym oznaczaniu suchej substancji poprzez suszenie, usunięte zostają wraz z wodą również inne substancje, będące substancjami lotnymi (alkohole, estry, kwasy itp.), a związki wrażliwe na podwyższoną temperaturę zostają rozłożone do związków prostych. Ponadto woda nie jest usuwana w całości.
Przy badaniach biochemicznych przyjmuje się, że zawartość suchej masy i wody wzajemnie się uzupełniają, dlatego we wszelkich rodzajach analiz stosuje się dwa pojęcia odnoszące się do suchej substancji, a mianowicie: 
- sucha substancja całkowita – czyli masa otrzymana przez proste suszenie analizowanego preparatu
- sucha substancja rozpuszczalna w wodzie – czyli masa uzyskana przez płukanie preparatu w wodzie, filtrację i suszenie klarownego ekstraktu.